# 走査型化学ポテンシャル顕微鏡
走査型化学ポテンシャル顕微鏡（そうさがたかがくポテンシャルけんびきょう、Scanning Chemical Potential Microscope : SCPM）は熱電効果を利用して化学ポテンシャルの分布を画像化する走査型プローブ顕微鏡の一形式。

## 概要
走査型プローブ顕微鏡の一種で走査型トンネル顕微鏡(STM)の原理を利用して探針と試料間のトンネル接合部に熱勾配がある場合に生じる(ゼーベック効果に相当する)熱起電力を検出する事により可視化する。
測定試料を下部の加熱装置で加熱して探針の電気信号取り出し部の温度より高温に維持することで両者のトンネル接合部に熱勾配を作ることで金属試料と半導体のゼーベック係数はそれぞれ1～10μV/K、100～1000μV/K程度なのでトンネル接合部の表面原子の間の電気化学ポテンシャルはそれぞれ1～10μV、100～1000μVのオーダーで生じるので、探針が原子表面の走査時に局所的な化学ポテンシャルの勾配の変動は、探針-試料間の電圧の変動として測定される。
通常のSTMに試料台のヒーターと測定回路を追加するだけで化学ポテンシャルの分布を画像化できる。

## 用途
- 被覆された試料表面の原子レベルでの観察・評価